# Greatheeds Pond
Greatheeds Pond ist eine der Lagunen an der Nordküste von St. Kitts im Parish Saint Peter Basseterre im karibischen Inselstaat St. Kitts und Nevis.

## Geographie
Die Lagune liegt zwischen dem Monkey Hill im Landesinnern und der Conaree Bay, sowie zwischen den Siedlungen Canada (N) und Conaree (S). Die Lagune zieht sich tropfenförmig von Barkers Point im Norden ins Landesinnere hinein. Sie ist die nördlichste der Lagunen im Süden von St. Kitts. Nur wenige hundert Meter südöstlich schließt sich der Half Moon Pond an.